# Тростянец (Стрыйский район)
Тростянец (укр. Тростянець) — село в Стрыйском районе Львовской области Украины. Административный центр Тростянецкой сельской общины.
Население по переписи 2001 года составляло 547 человек. Занимает площадь 1,41 км². Почтовый индекс — 81612. Телефонный код — 3241.